# 西音寺 (東京都北区)
西音寺（さいおんじ）は、東京都北区にある真言宗智山派の寺院。

## 概要
1470年（文明2年）、玄仲によって開山された。
江戸幕府昌平坂学問所が編纂した『新編武蔵風土記稿』によると「樹下ヨリ東ノ方ヲ望メハ近郷ノ田園ヲ見ワタシ又遠クハ筑波日光ノ山々ヲ望ミテ最佳景ト云ヘシ。」とあり、寺から見る東の景色は絶景だとしている。徳川家光も日光社参の折、この寺で休憩して景色を眺めたという。
近くの八雲神社の別当寺でもあった。
境内には、かつて名木と称された松があって、「下り松」として知られていたが、1868年（明治元年）に落雷に遭い、今は現存しない。

## 十条聖観音堂
上十条の雪峰院の隣にある「十条聖観音堂」は西音寺の境外仏堂である。山下覚道作の観音菩薩像を安置している。作風は中国風であるという。地域住民が毎月12日に観音講を開いている。

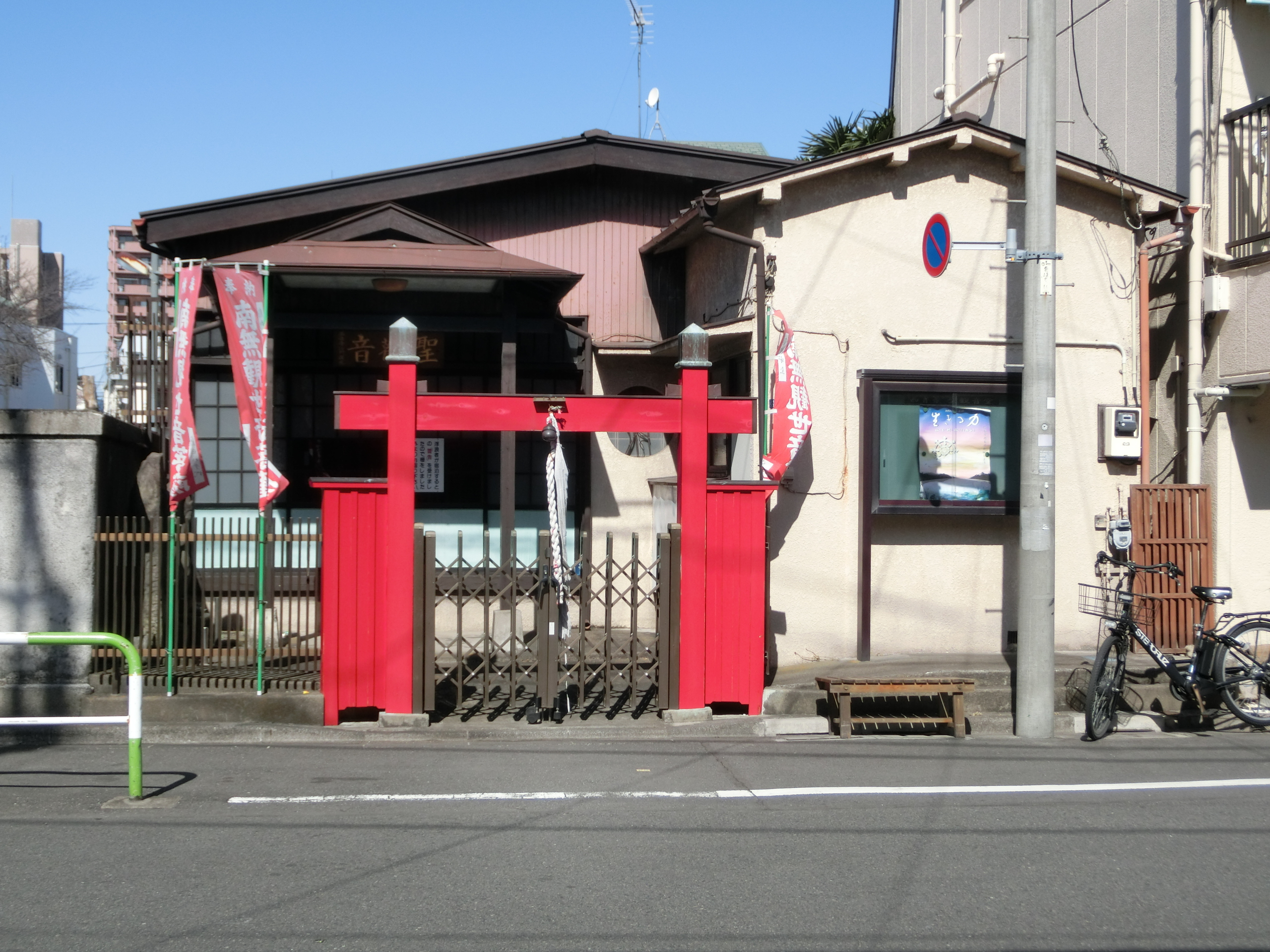
十条聖観音堂

## 交通アクセス
- 東十条駅より徒歩4分。